# Pniëlkerk (Scheveningen)
De Pniëlkerk was een kerkgebouw aan de Tesselsestraat in de wijk Duindorp in Scheveningen.
De kerk, vernoemd naar de Bijbelse plaats Pniël, werd ontworpen door architect Bastiaan Willem Plooij in expressionistische stijl en werd in 1937 in gebruik genomen door de Gereformeerde Kerk. Ds Feenstra was de eerste predikant. Het orgel werd in 1938 gebouwd door de firma Valckx & Van Kouteren. Plooy ontwierp het front er van.
Tijdens de Tweede Wereldoorlog werd Duindorp wegens de bouw van de Atlantikwall ontruimd en gedeeltelijk afgebroken. De Duitsers richtten er Kamp Duindorp in. De kerk bleef bewaard en werd op 3 augustus 1947 heropend.

## Verkoop
In 2009 werd de Pniëlkerkgemeente samengevoegd met de hervormde gemeente van de Prinses Julianakerk waardoor het gebouw overbodig werd. De kerk zou afgebroken worden om plaats te maken voor een appartementencomplex. Dit ging niet door. In eerste instantie zou het worden gekocht door de internationale evangelische gemeente Dominion Centre. Deze 400 leden tellende gemeente kreeg echter de financiering niet rond. In 2011 werd in het gebouw het eerste Indiase Culturele Centrum in Nederland ondergebracht.

## Sloop
In 2018 stond het gebouw weer leeg. De vastgoedontwikkelaar heeft de kerk in 2019 versneld laten slopen in verband met rellen in Duindorp wegens de afgelaste vreugdevuren. Op de plek van de kerk zullen appartementen worden gebouwd.
Abdijkerk van Loosduinen · 
Allerheiligst Sacramentskerk · 
Anglican Church of St. John and St. Philip · 
Antonius Abtkerk · 
Badkapel · 
Bethelkerk (Scheveningen) · 
Bethlehemkerk · 
Christus Triumfatorkerk · 
Duinoordkerk · 
Duinzichtkerk · 
Eben-Haëzerkerk · 
Onze Lieve Vrouw Onbevlekt Ontvangenkerk · 
Emmauskerk · 
Grote of Sint-Jacobskerk · 
Sint-Jacobus de Meerderekerk  · 
H.H. Engelbewaarderskerk · 
H.H. Jacobus- en Augustinuskerk · 
Hofkapel · 
H. Familiekerk · 
Julianakerk (Transvaalkwartier) · 
Prinses Julianakerk (Scheveningen) · 
Kerk van de H. Martelaren van Gorcum · 
Kerk van Eikenduinen · 
Kloosterkerk · 
Lourdeskapel · 
Lutherse kerk · 
Maranathakerk · 
Nieuwe Badkapel · 
Nieuwe Kerk ·
Onbevlekt Hart van Mariakerk ·
O.L.V. Hemelvaartkerk · 
O.L.V. van Goede Raadkerk · 
Oosterkerk · 
Oude Kerk · 
Paleiskerk · 
Pastoor van Arskerk · 
Pniëlkerk · 
Sint-Agneskerk · 
Sint-Josephkerk (1867) · 
Sint-Josephkerk (1886) · 
Sint-Marthakerk · 
Sint-Paschalis Baylonkerk · 
Sint-Theresia van Lisieuxkerk · 
Sint-Willibrorduskerk · 
Teresia van Avilakerk · 
Vredeskapel · 
Waalse Kerk · 
Wilhelminakerk (1908) · 
Wilhelminakerk (1954) · 
Willemskerk · 
Willibrorduskapel